# Цзяньде
Цзяньде (кит.: 建德市) — є окружним містом провінції Чжецзян, Східний Китай, воно знаходиться під адміністрацією префектури міста Ханчжоу.

## Історія
Під час династій Мін і Цін Цзяньде було столицею префектури Яньчжоу. Через це Цзяньде часто називали Яньчжоу Фу (严州府). Транскрипція, яка зазвичай зустрічається у французькій та англійській писемності того часу, була Yen-tcheou-fou, що походить від французького місіонерського письма.

## Клімат
| Клімат Цзяньде (1981−2010) | Клімат Цзяньде (1981−2010) | Клімат Цзяньде (1981−2010) | Клімат Цзяньде (1981−2010) | Клімат Цзяньде (1981−2010) | Клімат Цзяньде (1981−2010) | Клімат Цзяньде (1981−2010) | Клімат Цзяньде (1981−2010) | Клімат Цзяньде (1981−2010) | Клімат Цзяньде (1981−2010) | Клімат Цзяньде (1981−2010) | Клімат Цзяньде (1981−2010) | Клімат Цзяньде (1981−2010) | Клімат Цзяньде (1981−2010) |
| Показник                   | Січ.                       | Лют.                       | Бер.                       | Квіт.                      | Трав.                      | Черв.                      | Лип.                       | Серп.                      | Вер.                       | Жовт.                      | Лист.                      | Груд.                      |                            |
| Абсолютний максимум, °C    | 25,0                       | 28,7                       | 34,0                       | 36,0                       | 36,9                       | 37,9                       | 42,4                       | 41,9                       | 40,0                       | 37,5                       | 31,7                       | 25,0                       |                            |
| Середній максимум, °C      | 9,8                        | 11,8                       | 16,0                       | 22,5                       | 27,3                       | 29,7                       | 34,2                       | 33,9                       | 29,3                       | 24,3                       | 18,6                       | 12,7                       |                            |
| Середня температура, °C    | 5,1                        | 6,9                        | 10,6                       | 16,4                       | 21,2                       | 24,4                       | 28,2                       | 27,8                       | 23,8                       | 18,5                       | 12,7                       | 7,0                        |                            |
| Середній мінімум, °C       | 1,9                        | 3,5                        | 6,8                        | 12,1                       | 16,8                       | 20,7                       | 23,9                       | 23,7                       | 20,0                       | 14,5                       | 8,7                        | 3,2                        |                            |
| Абсолютний мінімум, °C     | −6,3                       | −6,2                       | −3,4                       | 1,1                        | 8,5                        | 12,3                       | 18,2                       | 18,3                       | 10,4                       | 3,4                        | −1,6                       | −8                         |                            |
| Норма опадів, мм           | 82.4                       | 101.7                      | 168.7                      | 176.2                      | 186.3                      | 268.7                      | 161.2                      | 145.1                      | 107.3                      | 59.0                       | 73.1                       | 50.8                       |                            |
| Вологість повітря, %       | 78                         | 78                         | 79                         | 78                         | 78                         | 82                         | 78                         | 78                         | 80                         | 78                         | 78                         | 77                         |                            |
| -------------------------- | -------------------------- | -------------------------- | -------------------------- | -------------------------- | -------------------------- | -------------------------- | -------------------------- | -------------------------- | -------------------------- | -------------------------- | -------------------------- | -------------------------- | -------------------------- |

## Транспорт
Прямі вантажні поїзди сполучають Цзяньде з Іу та Цзіньхуа